# Михайлова Катерина Марківна
Катерина Марківна Михайлова (24 листопада 1895, місто Санкт-Петербург, тепер Російська Федерація — 6 грудня 1951, селище Будогощ Кіриського району Ленінградської області, тепер Російська Федерація) — радянська державна діячка, лікар-терапевт, завідувач Кіриської районної амбулаторії в селищі Будогощ Ленінградської області. Депутат Верховної ради СРСР 3-го скликання (1950—1951).

## Життєпис
Народилася в родині службовця Московського вокзалу міста Санкт-Петербурга. Навчалася в гімназії, через брак коштів змушена була одночасно працювати помічником вчителя молодших класів гімназії.
Закінчила річні курси медичних сестер у місті Петрограді. Під час громадянської війни в Росії працювала медичною сестрою 3-ї Петроградської лікарні в Удільній.
З 1925 року — медична сестра лікарні імені Ерісмана та медична сестра 1-ї факультетської терапевтичної клініки Ленінградського медичного інституту імені академіка Павлова.
У 1938 році закінчила вечірнє відділення Ленінградського 1-го медичного інституту імені академіка Павлова, здобула спеціальність лікаря-терапевта.
У 1938—1941 роках — лікар-терапевт і завідувач амбулаторії в селі Старопольє Осьминського району Ленінградської області.
Під час німецько-радянської війни з червня 1941 по 1945 рік — на медичній службі в Червоній армії: була начальником санітарної служби 717-го окремого стрілецького інженерного батальйону Ленінградського фронту, начальником санітарної служби 34-го окремого автомобільного батальйону Волховського фронту, завідувала санітарною частиною Волховської залізничної лікарні Ленінградської області, служила у 83-й та 84-й окремих ротах медичного посилення, керувала роботою евакуаційних госпіталів під Москвою, біля Курська та Орла, була старшим ординатором медичного (терапевтичного) відділення евакуаційного госпіталю № 3997 1-го Українського фронту в окупованій Німеччині.
З 1945 по 6 грудня 1951 року — лікар-терапевт і завідувач Кіриської районної амбулаторії в селищі Будогощ Ленінградської області.
Померла 6 грудня 1951 року в селищі Будогощ Кіриського району Ленінградської області. 

## Звання
- капітан медичної служби

## Нагороди і відзнаки
- орден Червоної Зірки (18.05.1945)
- медаль «За перемогу над Німеччиною у Великій Вітчизняній війні 1941—1945 рр.» (1945)